# Штучна вентиляція
Штучна вентиляція (також звана штучним диханням) - це засіб, що допомагає або стимулює дихання, метаболічний процес, що стосується загального обміну газів в організмі шляхом легеневої вентиляції, зовнішнього дихання та внутрішнього дихання. Це може мати форму ручного подавання повітря для людини, яка не дихає або не робить достатніх дихальних зусиль, або це може бути механічна вентиляція, яка передбачає використання механічного вентилятора для переміщення повітря всередину та з легенів, коли людина неможливість дихати самостійно, наприклад, під час операції під загальним наркозом або коли людина перебуває в комі або травмі.
У 1773 р. Англійський лікар Вільям Хоуз (1736–1808) розпочав пропаганду можливості штучної вентиляції легенів для реанімації людей, які на перший погляд потонули. Протягом року він виплачував винагороду зі своєї кишені тому, хто приносив йому тіло, врятоване з води протягом розумного часу занурення. Томас Коган, інший англійський лікар, який зацікавився цією ж темою під час перебування в Амстердамі, де в 1767 році було створено товариство для збереження життя від нещасних випадків у воді, приєднався до Хоуса в його хрестовому поході. Влітку 1774 р. Хауз і Коган привели по п’ятнадцять друзів на зустріч у кав’ярню «Капітул» на костелі Святого Павла, де вони заснували Королівське гуманне товариство як групу агітаторів з надання першої допомоги та реанімації. [Необхідна цитата] Деякі методи та обладнання було подібне до методів, які використовуються сьогодні, наприклад, дерев’яні труби, які використовуються в ніздрях жертв для вдування повітря в легені. Інші, сильфон з гнучкою трубкою для продування тютюнового диму через задній прохід для пожвавлення залишкового життя в кишечнику жертви, були припинені з можливим подальшим розумінням дихання.
Роботи англійського лікаря і фізіолога Маршалла Холла 1856 р. Рекомендували забороняти використання будь -яких типів сильфонів/вентиляції з позитивним тиском, що вражало кілька десятиліть. Поширеним методом зовнішніх ручних маніпуляцій, впровадженим у 1858 р., Був "метод Сільвестра", винайдений доктором Генрі Робертом Сільвестром, у якому пацієнта укладають на спину, а руки піднімають над головою, щоб полегшити вдих, а потім притискають до груди для полегшення видиху. Інший ручний прийом, метод "схильності до тиску", був введений сером Едвардом Шарпі Шафером у 1903 р. Він передбачав покладання пацієнта на живіт та тиск на нижню частину ребер. Це був стандартний метод штучного дихання, який вивчався у Червоному Хресті та подібних посібниках з надання першої допомоги протягом десятиліть, поки реанімація рот у рот не стала найкращим методом у середині століття.
Недоліки ручних маніпуляцій змусили лікарів у 1880 -х роках придумати вдосконалені методи штучної вентиляції легенів, зокрема «метод Фелла» або «двигун падіння» доктора Джорджа Едварда Фелла, що складається з сильфона та дихального клапана для пропускання повітря через трахеотомію та його співпраця з доктором Джозефом О'Двайєром для винаходу апарату Фелла-О'Двайера, сильфона та інструментів для введення та вилучення трубки у трахею пацієнтів. Такі методи все ще вважалися шкідливими і впродовж багатьох років не застосовувалися.
У 2020 році постачання механічної вентиляції стало центральним питанням працівників громадського здоров’я через дефіцит, пов’язаний з пандемією коронавірусу 2019-20 років.

## Типи

### Ручні методи
Легенева вентиляція (а отже, і зовнішні частини дихання) досягається шляхом ручної інсуфляції легень або шляхом вдування рятувальника в легені пацієнта (реанімація рот у рот), або за допомогою механічного пристрою для цього. Цей метод інсуфляції виявився більш ефективним, ніж методи, які передбачають механічні маніпуляції з грудною кліткою або руками пацієнта, такі як метод Сільвестра.
Реанімація "рот в рот" також є частиною серцево-легеневої реанімації (СЛР), що робить її важливою навичкою надання першої допомоги. У деяких ситуаціях рот в рот також виконують окремо, наприклад, при майже потопанні та передозуванні опіатів. В більшості протоколів робота з рота в рот зараз обмежена медичними працівниками, тоді як неспеціалістам першої допомоги рекомендується проводити повну СЛР у будь -якому випадку, коли пацієнт не дихає достатньо.

### Механічна вентиляція
Механічна вентиляція - це метод механічної допомоги або заміни спонтанного дихання. Це може включати машину, яка називається апаратом штучної вентиляції легень, або дихання може бути забезпечене зареєстрованою медсестрою, лікарем, асистентом лікаря, дихальним терапевтом, фельдшером або іншою відповідною особою, яка стискає маску клапана мішка або комплект сильфонів. Механічна вентиляція називається "інвазивною", якщо вона включає будь -який інструмент, що проникає через рот (наприклад, ендотрахеальну трубку) або через шкіру (наприклад, трахеостомічну трубку). Існує два основних режими ШВЛ у двох відділах: вентиляція з позитивним тиском, де повітря (або інша суміш газів) проштовхується в трахею, і вентиляція з негативним тиском, де повітря, по суті, всмоктується в легені.
Інтубація трахеї часто використовується для короткочасної ШВЛ. Трубка вставляється через ніс (назотрахеальна інтубація) або рот (оротрахеальна інтубація) і просувається в трахею. У більшості випадків труби з надувними манжетами використовуються для захисту від протікання та аспірації. Вважається, що інтубація з манжетною трубкою забезпечує найкращий захист від аспірації. Трахеальні труби неминуче викликають біль і кашель. Тому, якщо пацієнт не перебуває у непритомному стані або не знеболюється з інших причин, для забезпечення толерантності трубки зазвичай дають седативні препарати. Інші недоліки інтубації трахеї включають пошкодження слизової оболонки носоглотки або ротоглотки та підглотковий стеноз.
В екстрених випадках крикотиротомія може бути використана медичними працівниками, коли дихальні шляхи вводяться через хірургічний отвір у мембрані крикотиреоїдної залози. Це схоже на трахеостомію, але для екстреного доступу зарезервована крикотиротомія. Зазвичай це використовується тільки тоді, коли є повна закупорка глотки або є велика щелепно -лицева травма, що перешкоджає використанню інших допоміжних засобів.

### Нейростимуляція
Стимуляція діафрагми - це ритмічне застосування електричних імпульсів до діафрагми. Історично це було досягнуто за допомогою електричної стимуляції діафрагмового нерва імплантованим приймачем/електродом, хоча сьогодні існує альтернативний варіант кріплення черезшкірних проводів до діафрагми.

## Історія
Можливо, грецький лікар Гален був першим, хто описав штучну вентиляцію легенів: "Якщо ви візьмете мертву тварину і видуйте повітря через її гортань через очерет, ви наповніть її бронхи і спостерігатимете, як її легені досягають найбільшого розтягнення". Везалій також описує вентиляцію, вставляючи очерет або очерет у трахею тварин.